# Paul Widowitz
Paul Widowitz, conosciuto successivamente come Paul Widdoes (Pittsburgh, 8 ottobre 1917 – Wixom, 29 ottobre 2007), è stato un cestista statunitense, professionista nella NBL.

## Carriera
Giocò una stagione nella NBL, disputando 16 partite con 7,1 punti di media.